# Полет 821 на „Аерофлот“
Полет 821 на „Аерофлот“ е редовен вътрешен пътнически полет от международното летище „Шереметиево“, Москва, до международното летище „Перм“, Перм, Русия, изпълняван от „Аерофлот-Норд“‎ в споразумение за обслужване с „Аерофлот“‎ и като негово дъщерно дружество. На 14 септември 2008 г. самолетът „Боинг 737-505“, който лети по маршрута, се разбива при заход за кацане в железопътна линия югозападно от международното летище в Перм в 5:10 ч. местно време (UTC+06). Всичките 82 пътници и 6 членове на екипажа загиват. Сред загиналите пътници е руският генерал-полковник Генадий Трошев, съветник на президента на Русия в този момент, който е командир на Севернокавказкия военен окръг (включително Чечения) по време на Втората чеченска война. Участък от Транссибирската железница е повреден от катастрофата.
Основната причина за катастрофата е, че и двамата пилоти загубват пространствена ориентация поради липсата на опит със западния тип индикатор за положение на самолета. Липсата на адекватна почивка, лошото управление на ресурсите на екипажа и консумацията на алкохол от капитана също допринасят за инцидента. Това въздушно бедствие довежда до ребрандирането на „Аерофлот-Норд“‎ на „Нордавиа“, в сила от 1 декември 2009 г., а по-късно на „Смартавиа“ през 2019 г.
Това е най-смъртоносният инцидент с „Боинг 737-500“, той надминава катастрофата при полет 733 на „Ейжиана Еърлайнс“ през 1993 г. и е вторият най-смъртоносен авиационен инцидент през 2008 г. след инцидента при полет 5022 на „Спанеър“.